# Grand Prix Formule 1 van Monaco 2010

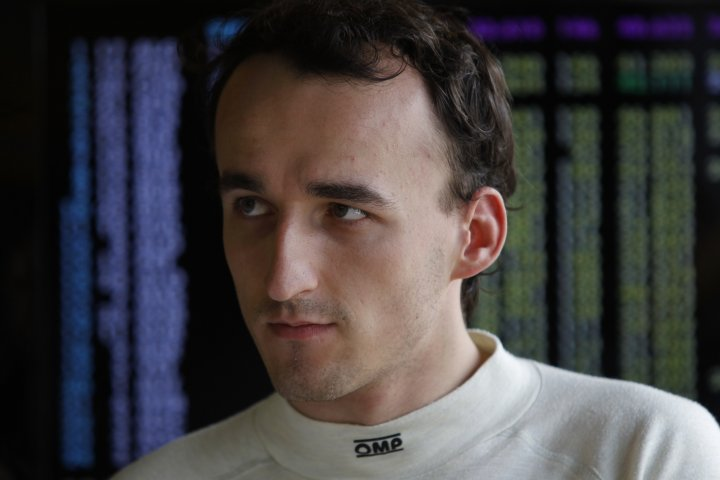
Robert Kubica moest zijn knappe, in de kwalificatietraining behaalde, tweede plek in de race weliswaar al snel afstaan aan Sebastian Vettel, maar de Pool was vervolgens de enige die in het spoor van de twee Red Bull-coureurs kon blijven.

De Grand Prix Formule 1 van Monaco 2010 werd gehouden op 16 mei 2010 op het Circuit de Monaco. Het was de zesde race uit het kampioenschap.
De race werd gewonnen door de Australiër Mark Webber. Op de tweede plaats eindigde zijn teamgenoot, de Duitser Sebastian Vettel en op de derde de Pool Robert Kubica.
De snelste ronde werd door Sebastian Vettel gereden. Hij reed het parcours in 1 minuut, 15 seconden en 192 duizendste. Fernando Alonso, die bij de kwalificatie laatste werd en dus achteraan startte, wist op te klimmen naar de zesde plaats.

## Kwalificatie
| Positie | Nr | Coureur            | Constructeur         | Q1        | Q2       | Q3       | Grid |
| ------- | -- | ------------------ | -------------------- | --------- | -------- | -------- | ---- |
| 1       | 6  | Mark Webber        | Red Bull-Renault     | 1:15.035  | 1:14.462 | 1:13.826 | 1    |
| 2       | 11 | Robert Kubica      | Renault              | 1:15.045  | 1:14.549 | 1:14.120 | 2    |
| 3       | 5  | Sebastian Vettel   | Red Bull-Renault     | 1:15.110  | 1:14.568 | 1:14.227 | 3    |
| 4       | 7  | Felipe Massa       | Ferrari              | 1:14.757  | 1:14.405 | 1:14.283 | 4    |
| 5       | 2  | Lewis Hamilton     | McLaren-Mercedes     | 1:15.676  | 1:14.527 | 1:14.432 | 5    |
| 6       | 4  | Nico Rosberg       | Mercedes             | 1:15.188  | 1:14.375 | 1:14.544 | 6    |
| 7       | 3  | Michael Schumacher | Mercedes             | 1:15.649  | 1:14.691 | 1:14.590 | 7    |
| 8       | 1  | Jenson Button      | McLaren-Mercedes     | 1:15.623  | 1:15.150 | 1:14.637 | 8    |
| 9       | 9  | Rubens Barrichello | Williams-Cosworth    | 1:15.590  | 1:15.083 | 1:14.901 | 9    |
| 10      | 15 | Vitantonio Liuzzi  | Force India-Mercedes | 1:15.397  | 1:15.061 | 1:15.170 | 10   |
| 11      | 10 | Nico Hülkenberg    | Williams-Cosworth    | 1:16.030  | 1:15.317 |          | 11   |
| 12      | 14 | Adrian Sutil       | Force India-Mercedes | 1:15.445  | 1:15.318 |          | 12   |
| 13      | 16 | Sébastien Buemi    | Toro Rosso-Ferrari   | 1:15.961  | 1:15.413 |          | 13   |
| 14      | 12 | Vitaly Petrov      | Renault              | 1:15.482  | 1:15.576 |          | 14   |
| 15      | 22 | Pedro de la Rosa   | BMW Sauber-Ferrari   | 1:15.908  | 1:15.692 |          | 15   |
| 16      | 23 | Kamui Kobayashi    | BMW Sauber-Ferrari   | 1:16.175  | 1:15.992 |          | 16   |
| 17      | 17 | Jaime Alguersuari  | Toro Rosso-Ferrari   | 1:16.021  | 1:16.176 |          | 17   |
| 18      | 19 | Heikki Kovalainen  | Lotus-Cosworth       | 1:17.094  |          |          | 18   |
| 19      | 18 | Jarno Trulli       | Lotus-Cosworth       | 1:17.134  |          |          | 19   |
| 20      | 24 | Timo Glock         | Virgin-Cosworth      | 1:17.377  |          |          | 20   |
| 21      | 25 | Lucas di Grassi    | Virgin-Cosworth      | 1:17.864  |          |          | 21   |
| 22      | 21 | Bruno Senna        | HRT-Cosworth         | 1:18.509  |          |          | 22   |
| 23      | 20 | Karun Chandhok     | HRT-Cosworth         | 1:19.559  |          |          | 23   |
| 24      | 8  | Fernando Alonso    | Ferrari              | geen tijd |          |          | Pit  |

## Race
| Positie | Nr | Coureur            | Constructeur         | Rondes | Tijd/Oorzaak uitval  | Grid | Punten |
| ------- | -- | ------------------ | -------------------- | ------ | -------------------- | ---- | ------ |
| 1       | 6  | Mark Webber        | Red Bull-Renault     | 78     | 1:50:13.355          | 1    | 25     |
| 2       | 5  | Sebastian Vettel   | Red Bull-Renault     | 78     | +0.448               | 3    | 18     |
| 3       | 11 | Robert Kubica      | Renault              | 78     | +1.675               | 2    | 15     |
| 4       | 7  | Felipe Massa       | Ferrari              | 78     | +2.666               | 4    | 12     |
| 5       | 2  | Lewis Hamilton     | McLaren-Mercedes     | 78     | +4.363               | 5    | 10     |
| 6       | 8  | Fernando Alonso    | Ferrari              | 78     | +6.341               | 24   | 8      |
| 7       | 4  | Nico Rosberg       | Mercedes             | 78     | +6.651               | 6    | 6      |
| 8       | 14 | Adrian Sutil       | Force India-Mercedes | 78     | +6.970               | 12   | 4      |
| 9       | 15 | Vitantonio Liuzzi  | Force India-Mercedes | 78     | +7.305               | 10   | 2      |
| 10      | 16 | Sébastien Buemi    | Toro Rosso-Ferrari   | 78     | +8.199               | 13   | 1      |
| 11      | 17 | Jaime Alguersuari  | Toro Rosso-Ferrari   | 78     | +9.135               | 17   |        |
| 12      | 3  | Michael Schumacher | Mercedes             | 78     | +25.712              | 7    |        |
| 13      | 12 | Vitaly Petrov      | Renault              | 73     | Remmen               | 14   |        |
| 14      | 20 | Karun Chandhok     | HRT-Cosworth         | 70     | Ongeval              | 23   |        |
| 15      | 18 | Jarno Trulli       | Lotus-Cosworth       | 70     | Ongeval              | 19   |        |
| Ret     | 19 | Heikki Kovalainen  | Lotus-Cosworth       | 58     | Stuur                | 18   |        |
| Ret     | 21 | Bruno Senna        | HRT-Cosworth         | 58     | Hydraulisch          | 22   |        |
| Ret     | 9  | Rubens Barrichello | Williams-Cosworth    | 30     | Ongeval              | 9    |        |
| Ret     | 23 | Kamui Kobayashi    | BMW Sauber-Ferrari   | 26     | Versnellingsbak      | 16   |        |
| Ret     | 25 | Lucas di Grassi    | Virgin-Cosworth      | 25     | Wiel                 | 21   |        |
| Ret     | 24 | Timo Glock         | Virgin-Cosworth      | 22     | Achterwiel ophanging | 20   |        |
| Ret     | 22 | Pedro de la Rosa   | BMW Sauber-Ferrari   | 21     | Hydraulisch          | 15   |        |
| Ret     | 1  | Jenson Button      | McLaren-Mercedes     | 2      | Motor                | 8    |        |
| Ret     | 10 | Nico Hülkenberg    | Williams-Cosworth    | 0      | Ongeval              | 11   |        |

## Noot
- Dit was de 25ste Grand Prix-start voor een Indiase coureur.